# Afoxé
Afoxé [afu∫e:] bezeichnet in der brasilianischen Musik eine Gefäßrassel, einen Rhythmus und eine Tanz- und Musikformation beim Karneval.

## Instrument

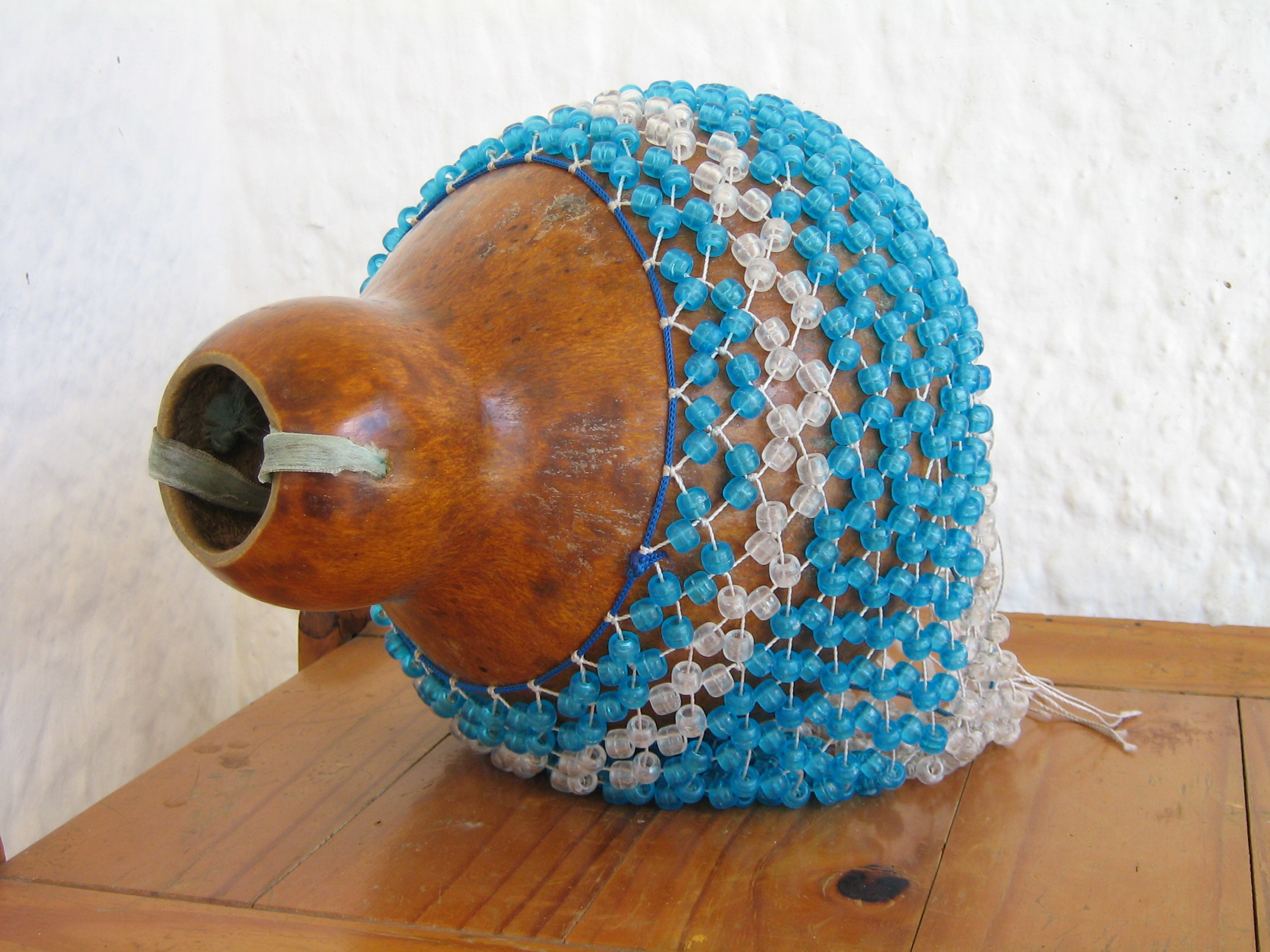
Afoxé oder Xequerê

Alle Bedeutungen leiten sich von der Rassel Afoxé ab, das diesen Namen aber nur in der Candomblé-Musik des brasilianischen Nordostens trägt und sonst als Xequerê bezeichnet wird. Das Schüttelinstrument, das in vielen afrikanischen und lateinamerikanischen Musikkulturen vorkommt, besteht aus einer Kalebasse (einer entleerten, trockenen und harten Kürbisfrucht), um die ein Netz mit Perlen oder Kaurischnecken gespannt ist. Das Afoxé gibt den Puls der Musik vor.

## Rhythmus
Afoxé als Rhythmus zu bezeichnen ist streng genommen nicht korrekt, denn dieser wird in der Candomblé-Musik eigentlich Ijexá genannt. Erst die Gesamtheit von Musik, Tanz und Gesang bei einem Umzug wird als Afoxé bezeichnet. Gleichwohl wird Afoxé auch bei Brasilianern häufig mit dem Ijexá-Rhythmus gleichgesetzt.
Die Blocos setzen den Ijexá-Rhythmus, der im Candomblé de Angola mit den Händen auf Atabaques und Glocke gespielt wird, auf die Instrumente einer großen Bateria um: Surdos, Timbas, Afoxé (Shékere), Snare und Agogô.

## Bloco

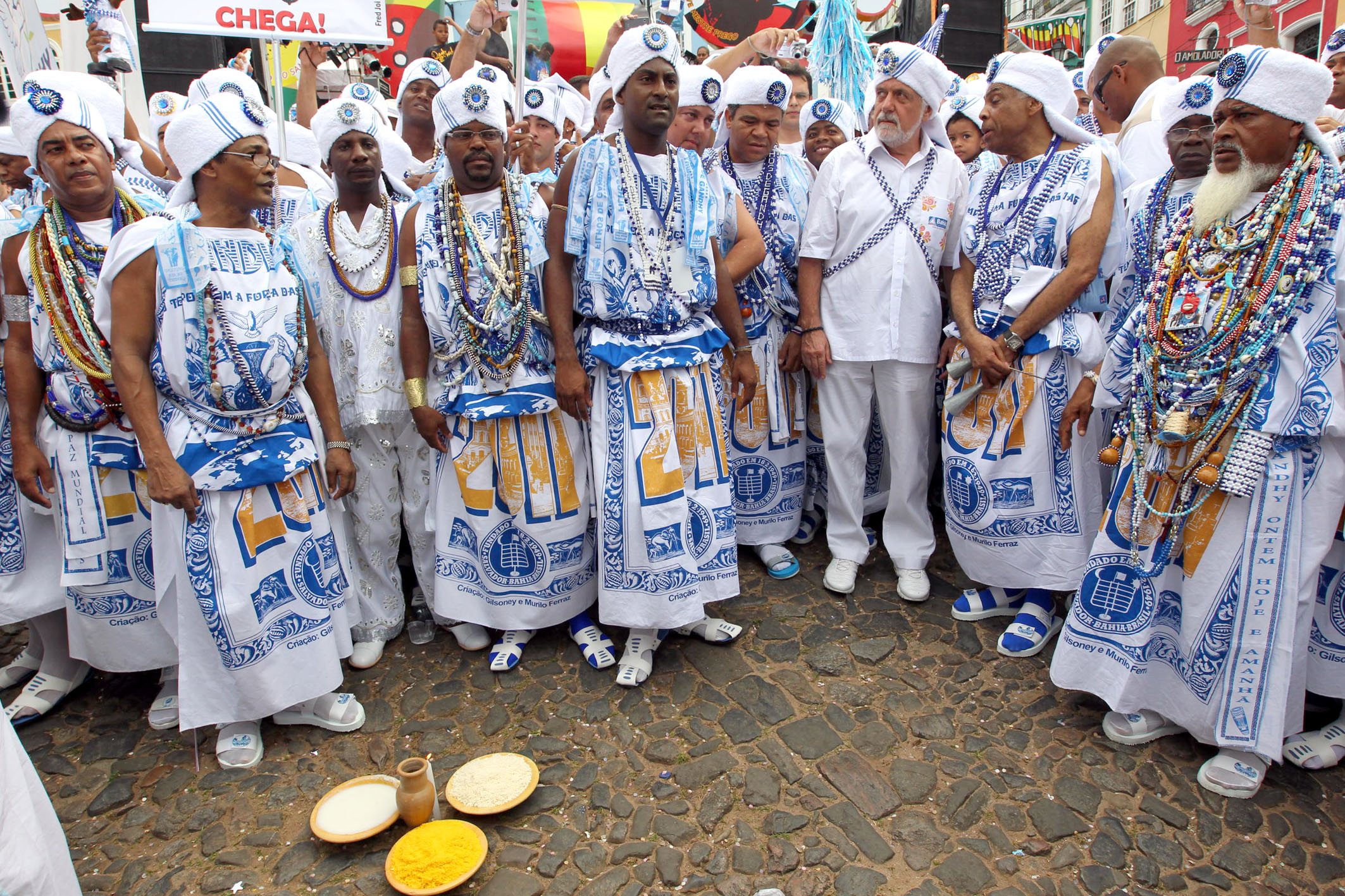
Mitglieder des Bloco Filhos de Gandhy

Afoxé-Blocos findet man im Nordosten Brasiliens, v. a. in Salvador da Bahia, aber auch in Fortaleza und Pernambuco, einige haben sich auch in Rio de Janeiro und São Paulo etabliert.
Ein Afoxé-Bloco besteht aus Tänzern und Tänzerinnen und einer größeren Trommelgruppe. Lieder, Rhythmus und Tanz sind der Candomblé-Göttin Oxum gewidmet, die Farbe der Kostüme ist deshalb weiß mit goldenem oder blauem Schmuck. Die Lieder werden auf Yoruba gesungen, der Sprache der afrikanischen Herkunft des Candomblé. Vor dem Umzug wird meist eine religiöse Zeremonie im jeweiligen terreiro durchgeführt. Die Herkunft aus der Candomblé-Religion ist auch in der alternativen Bezeichnung Candomblé de rua abzulesen. Sie entstanden durch den Wunsch der Mitglieder eines Terreiro (Ort der Ausübung des Candomblé), während des Karnevals auch auf den Straßen Präsenz zu zeigen.
Die schon 1948 gegründete Gruppe Filhos de Gandhy („Söhne Gandhis“) war der erste Afoxé beim Karneval in Salvador da Bahia. Bis Ilê Aiyê 1975 als erster bloco afro das schwarze Bewusstsein ins Zentrum eines Karnevals-Umzugs stellte, waren die Filhos de Gandhy die einzige Karnevalsgruppe, die sich auf afrikanische Wurzeln berief.
In Deutschland steht der Bloco Afoxé Loni unter der Leitung von Dudu Tucci und Murah Soares beim Berliner Karneval der Kulturen in der Tradition der Afoxé-Umzüge.